# Ole Lie Singdahlsen
Ole Christopher Lie Singdahlsen, född den 24 oktober 1877 i Larvik, död den 10 april 1926, var en norsk
författare.
Singdahlsen blev juris kandidat 1900, byråchef i kyrkodepartementet 1919 och förste arkivarie i riksarkivet 1923. Singdahlsen debuterade med romaner.
- Ada 1901
- Dommerens bog 1904
- Prestegaardsfolket 1906
- Dronning Semiramis 1907
- Ved Traastad sund 1908
- Vildmarken 1911
- Svartdalsfolket 1925

I Vildmarken söker han sig ut bortom all tid och allt rum, där intet vetande binder, där bara äventyret råder. Medaljen (1921) skildrar departementslivet och väckte ett visst uppseende. Svartdalsfolket är en folklivsskildring. Skådespelet Den store fridomen har uppförts på Det norske teatret.